# Kermenski văzvișenia
Kermenski văzvișenia este o arie protejată (arie specială de conservare — SAC, sit de importanță comunitară — SCI) din Bulgaria întinsă pe o suprafață de 2.107,81 ha, integral pe uscat.

## Localizare
Centrul sitului Kermenski văzvișenia este situat la coordonatele 42°29′59″N 26°13′13″E / 42.4997°N 26.2203°E.

## Înființare
Situl Kermenski văzvișenia a fost declarat sit de importanță comunitară în martie 2007 pentru a proteja 11 specii de animale. Situl a fost protejat și ca arie specială de conservare în martie 2021.

## Biodiversitate
Situată în ecoregiunea continentală, aria protejată conține 2 habitate naturale: Stepe și mlaștini sărate panonice, Pajiști uscate din regiunea submediteraneeană estică (Scorzoneratalia villosae).
La baza desemnării sitului se află mai multe specii protejate:
- amfibieni (2): buhai de baltă cu burta roșie (Bombina bombina), Triturus karelinii
- mamifere (5): hamster românesc (Mesocricetus newtoni), liliac cu picioare lungi (Myotis capaccinii), liliacul cu potcoavă a lui méhely (Rhinolophus mehelyi), popândău (Spermophilus citellus), dihor pătat (Vormela peregusna)
- reptile (4): Elaphe sauromates, țestoasa de baltă (Emys orbicularis), Testudo graeca, țestoasă bănățeană (Testudo hermanni)

Pe lângă speciile protejate, pe teritoriul sitului au mai fost identificate 2 specii de amfibieni, 1 specie de mamifere, 2 specii de nevertebrate, 3 specii de reptile.